# تحريرات موظفي الكونغرس الأميركي في مقالات ويكيبيديا
تحريرات موظفي الكونغرس الأميركي في مقالات ويكيبيديا هي بعض التعديلات التي تمت في موسوعة ويكيبيديا من قبل موظفي الكونغرس الأمريكي التي خلقت جدلا كبيرا ولا سيما في النصف الأول من عام 2006. العديد من هذه التعديلات تمت من قبل أو على مقالات مارتي ميهان، نورم كولمان، كونراد بيرنز وكذلك جو بايدن الذي لقي اهتماما إعلاميا كبيرا في تلك الفترة بسبب ويكيبيديا نفسها.
كل التعديلات التي تمت من طرف موظفي الكونغرس الأمريكي قي ويكيبيديا كانت على مقالات السير الذاتية التي تخص مختلف السياسيين الأمريكيين، حيث قام الموظفين بإزالة المعلومات غير المرغوب فيها (بما في ذلك الانتقادات والإخلال بالوعود الانتخابية) كما تم إضافة معلومات مواتية قصد التشهير بالشخصية، في المقابل فقد قامت نفس الجهة _أي موظفي الكونغرس_ بإضافة معلومات سلبية ومسيئة للمعارضين في أمريكا.

## الخلفية
في 27 كانون الثاني/يناير عام 2006، نشرت مجلة الشمس (The Sun) من لويل، ماساتشوستس مقالا بعنوان إعادة كتابة التاريخ تحت القبة، وقد كشف المقال عن التعديلات التي تمت من قبل موظفي الكونغرس في ويكيبيديا.
أدى نشر المقال إلى جدل كبير داخل وخارج ويكيبيديا، مما دفع بمجموعة من محرري ويكيبيديا إلى إجراء تحقيق وتدقيق في الموضوع للتأكد مما حصل، حيث اكتشف المحررون أن أكثر من ألف تعديل من خلال عناوين IP أجراها أعضاء في مجلس النواب أو مجلس الشيوخ. وقد أعتبر محررو ويكيبيديا أن معظم التعديلات كانت حسنة النية، في حين اعتبرت قلّة منها غير لائقة.

## حوادث

### نورم كولمان
في وقت لاحق من شهر كانون الثاني/يناير 2006، تم اكتشاف عدة تعديلات تمت على مقالة نورم كولمان عضو مجلس الشيوخ الأمريكي، حيث كشف «التحقيق» قيام كولمان أو مساعديه بتحرير صفحته من خلال تصحيح بعض الأخطاء وحذف معلومات أخرى موثقة بمصادر كانت تتحدث عن الانتقادات الموجهة إليه وعن الوعود التي خلف بها بعد فوزه في الانتخابات. وردا على كل ما حصل؛ صرح المؤسس المشارك في ويكيبيديا جيمي ويلز قائلا «يبدو أن إعادة كتابة أجزاء كبيرة من المقالة تمت لجعلها أكثر ملاءمة.»

### جو بايدن
كشف «التحقيق» أيضا عن أن العاملين رفقة جو بايدن قاموا بإزالة المعلومات «المسيئة» له، كما قاموا بتعديلها من خلال ذكر كل محاسن الرجل وتفادي مساوئه أو بالأحرى النقط السوداء في مسيرته. وفي شباط/فبراير 2006 نشرت واشنطن بوست مقالا تحدث فيه عما حصل في مقالة بايدن، كما نقلت على لسان المتحدث باسم القاعدة كورتس قوله «إن التغييرات التي تمت على صفحة بايدن في ويكيبيديا كانت لجعل المعلومات أكثر دقة و"عدالة".»

### جيل غوتكنشت
في 16 أغسطس 2006، نشرت جريدة ستار تريبيون مقالا ذكرت فيه أن مكتبا تابعا لجيل حاول مرتين في 24 تموز/يوليو وفي 14 آب/أغسطس 2006 إزالة 128 كلمة من مقالته في ويكيبيديا، وقام باستبدالها بأكثر من 315 كلمة تحوي «ألفاظ تباهي» مع وصلة للسيرة الذاتية للعضو لموقعه الرسمي في الكونغرس.
وكان مكتب غوتكنشت قد استخدم حسابا في ويكيبيديا يحمل اسم "Gutknecht01" حيث قام بأول تعديلاته في 24 يوليو من نفس السنة، ثم تم إخطاره من باقي محرري ويكيبيديا أن ما يقوم به مخالف لسياسات السير الذاتية، وقد توقف عن ذلك، أما المجموعة الثانية من التعديلات فقد تمت في 16 أغسطس لكن هذه المرة بدون إنشاء حساب حيث استخدم شخص مجهول من الكونغرس عنوان IP للتعديل في مقالة جيل.
الفقرات التي تمت إزالتها من مقالة جيل تعود إلى سيرته الذاتية قبل 12 سنوات (أي في عام 1995)، حيث تم حذف كل المعلومات التي تُشير إلى ترشح جيل لإعادة انتخابه في عام 2006، كما تم حذف المعلومات التي تتحدث عن وعود جيل التي لم يحققها وعن الهزائم التي تعرض لها. وقد قال متحدث باسم غوتكنشت أن مكتب هذا الأخير حاول تعديل المقالة في ويكيبيديا لأنه شك في مصداقيتها.

### ديفيد ديفيس تينيسي وماثيو هيل
في آب/أغسطس 2007، نفى ديفيد ديفيس السكرتير الصحفي لتيموثي هيل _اعترف في وقت لاحق بذلك_ قيامه بأي تعديلات في موقع ويكيبيديا، لكنه اعترف خلال مقابلة صحفية ثانية أن مكتب الكونغرس استخدم الكومبيوتر وصبيب الإنترنت وعدل في بعض مقالات ويكيبيديا في حزيران/يونيو 2007. كما كشف عن نوعية التعديلات التي تمثلت في حذف كمية من المعلومات (وصفها «بالتخريبية») في مجموعة من مقالات السياسيين. هذا وتجدر الإشارة إلى أن المعلومات التي تم حذفها كانت تتعلق بالمساهمات السياسية لأخيه ديفيس الرئيس التنفيذي السابق لشركة جون غريغوري، فضلا عن معلومات أخرى تتحدث عن علاقات عائلة غريغوري.

### مايك بنس
في آب/أغسطس 2011، نشر موقع هافينغتون بوست مقالا ذكر فيه أن مكتب يقع في إنديانا ويتبع لعضو الكونغرس مايك بنس قام بتعديلات في مقالات بنس نفسه في ويكيبيديا، وذلك من خلال إضافة كمية من المعلومات «الإيجابية».

### إدوارد سنودن
في 2 آب /أغسطس 2013، قام محرر باستخدام عنوان IP مرتبط بمجلس الشيوخ الأمريكي بتحرير مقالة إدوارد سنودن على ويكيبيديا حيث غير وصف المقال من «منشق» إلى «خائن».
وفي 5 أغسطس 2014، قام محرر باستخدام عنوان IP مرتبط بمجلس النواب الأمريكي مجددا بتعديل في مقالة نافي بيلاي على ويكيبيديا، حيث ذكر أنها وصفت إدوارد سنودن «خائن أمريكا».

### لافيرن كوكس
في 21 أغسطس 2014، قام محرر باستخدام عنوان IP مرتبط بمجلس النواب الأمريكي بتعديل مقالة مسلسل نتفليكس البرتقالي هو الأسود الجديد واصفا الممثلة لافيرن كوكس «بالرجل الحقيقي الذي يتظاهر بأنه امرأة.»

### وكالة المخابرات المركزية
في 9 و10 ديسمبر 2014، قام مستخدم مجهول باستخدام عنوان IP مسجل باسم مجلس الشيوخ الأمريكي بتعديل مقال يتحدث عن التعذيب الممارس من قبل وكالة المخابرات المركزية، حيث قام بإزالة مجموعة من المعلومات تتحدث عن «تقنيات وطرق استجواب الوكالة» وعن التعذيب الذي تُمارسه في حق المدانين.

## تعديلات الكونغرس
استجاب نظام ويكيميديا بثلاث طرق على الأقل للتعديلات المشكوك فيها. الاستجابة الأكثر وضوحًا هي حالة بحالة، استنادًا إلى زر «مشاهدة» في الجزء العلوي من كل مقالة: يمكن للمستخدم الذي يضبط هذا التبديل الحصول على رسائل بريد إلكتروني عند تغيير هذه المقالة. آخر هو كتلة عرضية (عادة ما تكون مؤقتة). تم توثيق بعض منها على الأقل في ويكيبيديا: تعديلات طاقم الكونجرس.
بالنسبة إلى عمليات التحرير من عناوين IP المرتبطة بالكونجرس الأمريكي، أنشأ Ed Summers أيضًا موجزًا على Twitter لإعلام العالم بأي تغييرات تم إجراؤها من هذه العناوين: congressedits كان حسابًا آليًا على Twitter من 2014 إلى 2018 قام بالتغريد عن تغييرات مجهولة لمقالات Wikipedia التي نشأت من عناوين IP التابعة لكونجرس الولايات المتحدة. كان من المفترض أن التغييرات قد تم إجراؤها من قبل الممثلين المنتخبين الأمريكيين وأعضاء مجلس الشيوخ.
قبل موجز Twitter ، تم العثور على أفضل المعلومات حول ما كان موظفو الكونغرس يقومون بتحريره في المقالة الحالية حول تعديلات فريق الكونجرس الأمريكي على ويكيبيديا وفي صفحة مشروع Wikipedia لتعديلات موظفي الكونغرس، وكلاهما يتم تحديثهما يدويًا.

## أفكار جديدة
في أغسطس/آب 2014، اقترح معهد كاتو على العاملين في الكونغرس قضاء وقت الفراغ في تحرير مقالات ويكيبيديا، وقد أيد بعض العاملين في المجلس هذه الفكرة، خاصة وأن أعضاء الكونغرس يستطيعون قضاء وقت فراغهم في كتابة مقالات محايدة ومواد إعلامية حول التشريعات المقترحة لتوعية الجمهور. وقد أكد الخبراء أن هناك بعض العقبات التي تحول دون ذلك، خاصة قضية الانحياز التي تعود للواجهة في كل مرة؛ لكن معهد كاتو اقترح طريقة أخرى للتغلب على هذه المشكلة، وذلك من خلال إنشاء المستخدم لحساب له في الموقع واستخدام صناديق تكشف عن صلاته بالكونغرس.